# Salàs de Pallars
Salàs de Pallars település Spanyolországban, Lleida tartományban. Salàs de Pallars Tremp, Conca de Dalt, La Pobla de Segur, Isona i Conca Dellà és Talarn községekkel határos. Lakosainak száma 349 fő (2024).

## Népesség
A település népessége az utóbbi években az alábbiak szerint változott:
| Lakosok száma | 365  | 1275 | 758  | 688  | 381  | 332  | 342  | 365  | 320  | 349  |
|               | 1717 | 1887 | 1936 | 1960 | 1986 | 2004 | 2009 | 2014 | 2019 | 2024 |